# Garganta del Niágara
La Garganta del Niagara (Niagara Gorge en inglés) es un desfiladero de 11 km de longitud tallado por el río Niágara a lo largo de la frontera entre Nueva York, en Estados Unidos y Ontario en Canadá. Comienza en la base de las Cataratas del Niágara y termina en la escarpa del Niágara, cerca de Queenston, Ontario, donde las cataratas se originaron hace unos 12 500 años.
El río formó el desfiladero, y la erosión elevó el salto de agua de las cataratas río arriba y hacia el sur en dirección al Lago Erie, efecto provocado por la erosión lenta de la dura dolomita de Lockport (un tipo de piedra caliza dolomítica) que forma la superficie de roca de la escarpa, combinada con la rápida erosión de las capas relativamente menos resistentes situadas por debajo.
La fuerza que ejerce la corriente del río dentro de su desfiladero es una de las más poderosas en el mundo. Por el peligro que presenta, por lo general se prohíbe el uso de kayak en el desfiladero. Sin embargo, en ciertas ocasiones, se le ha permitido navegarlo a algunos expertos de nivel mundial.[cita requerida]

## Galería

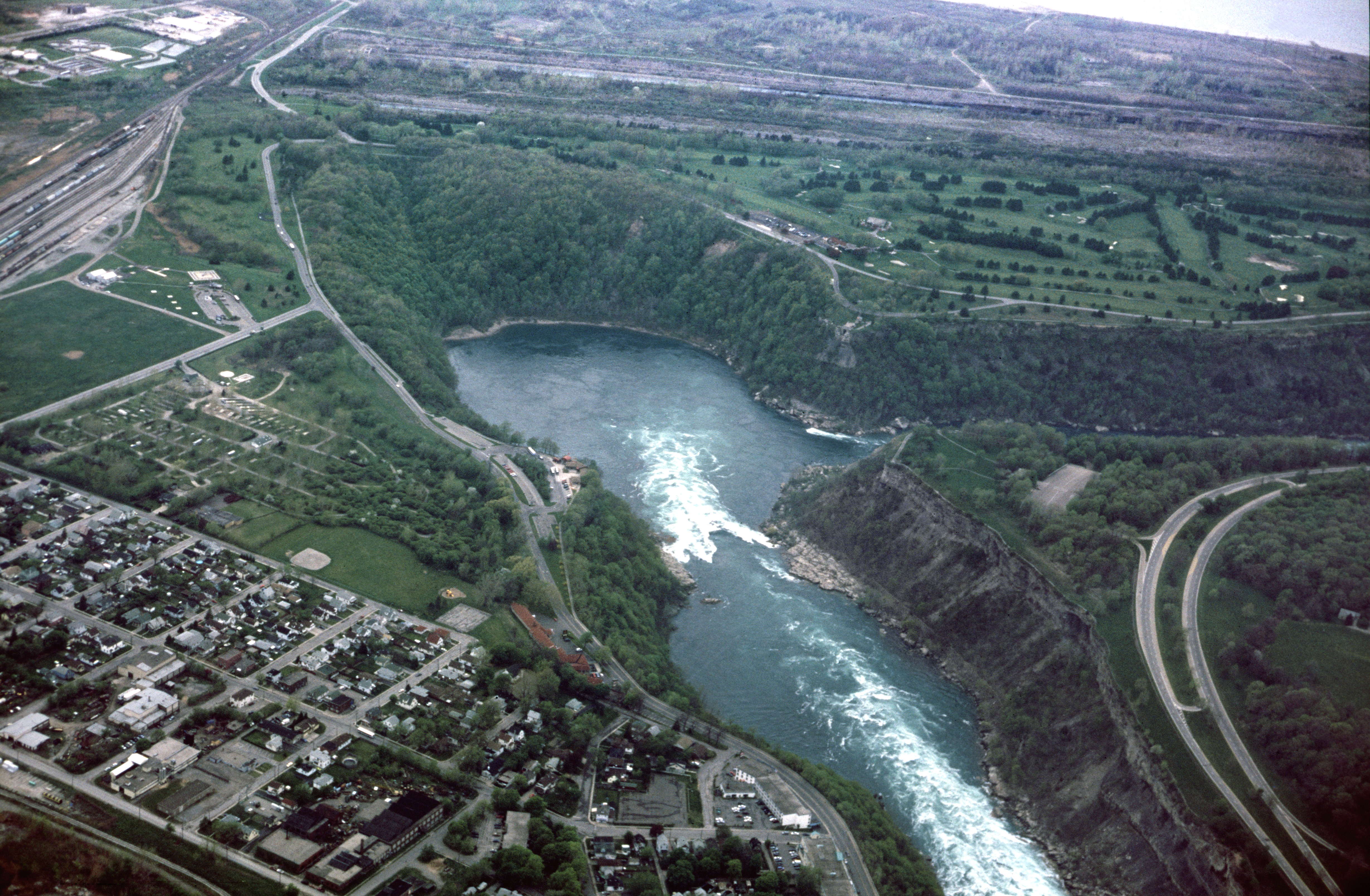
Vista aérea del remolino del Niágara (Niagara Whirlpool) ubicado en la Garganta del Niágara.
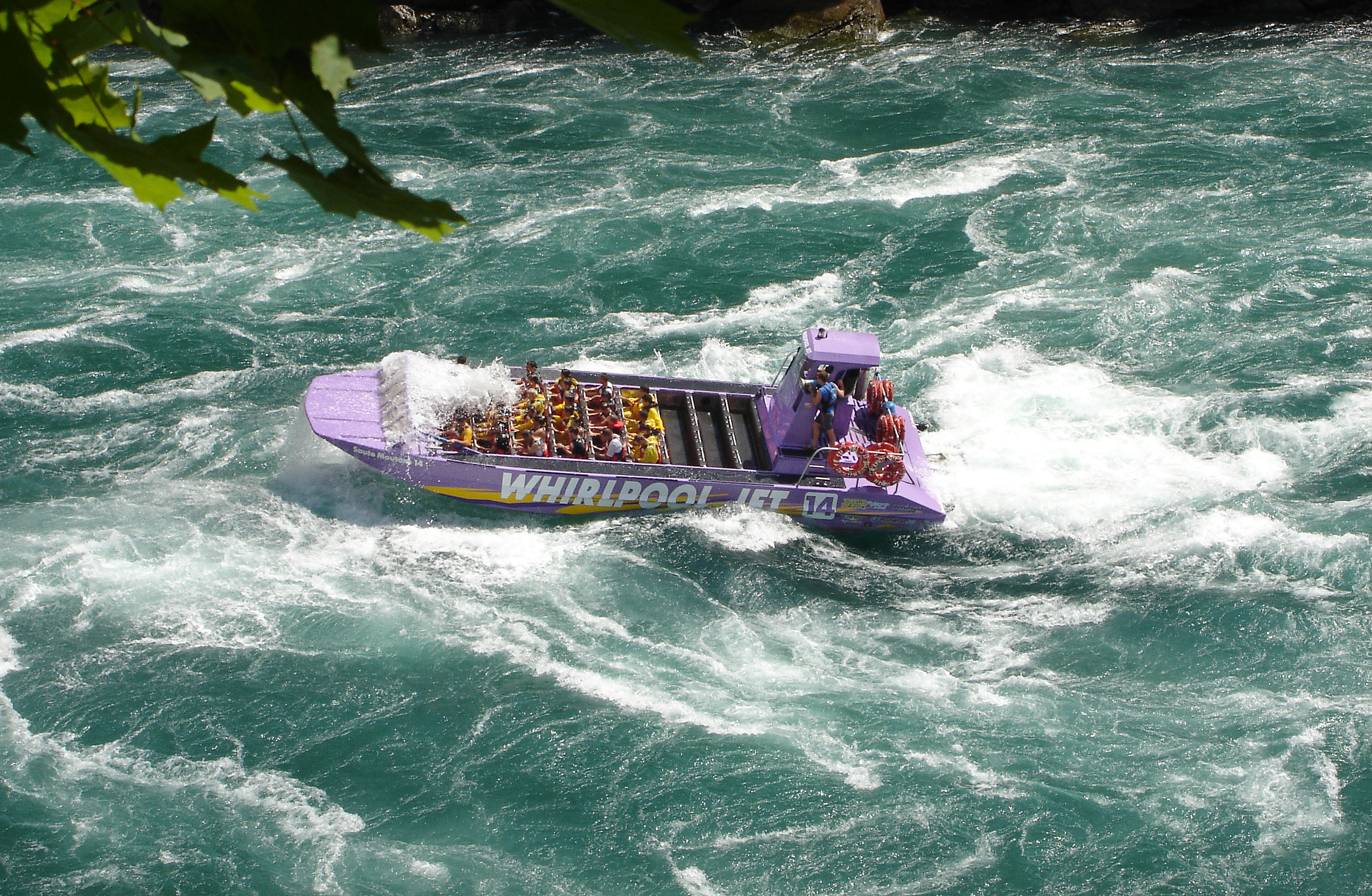
Un bote se impulsa a través de los traicioneros rápidos de la Garganta del Niágara.
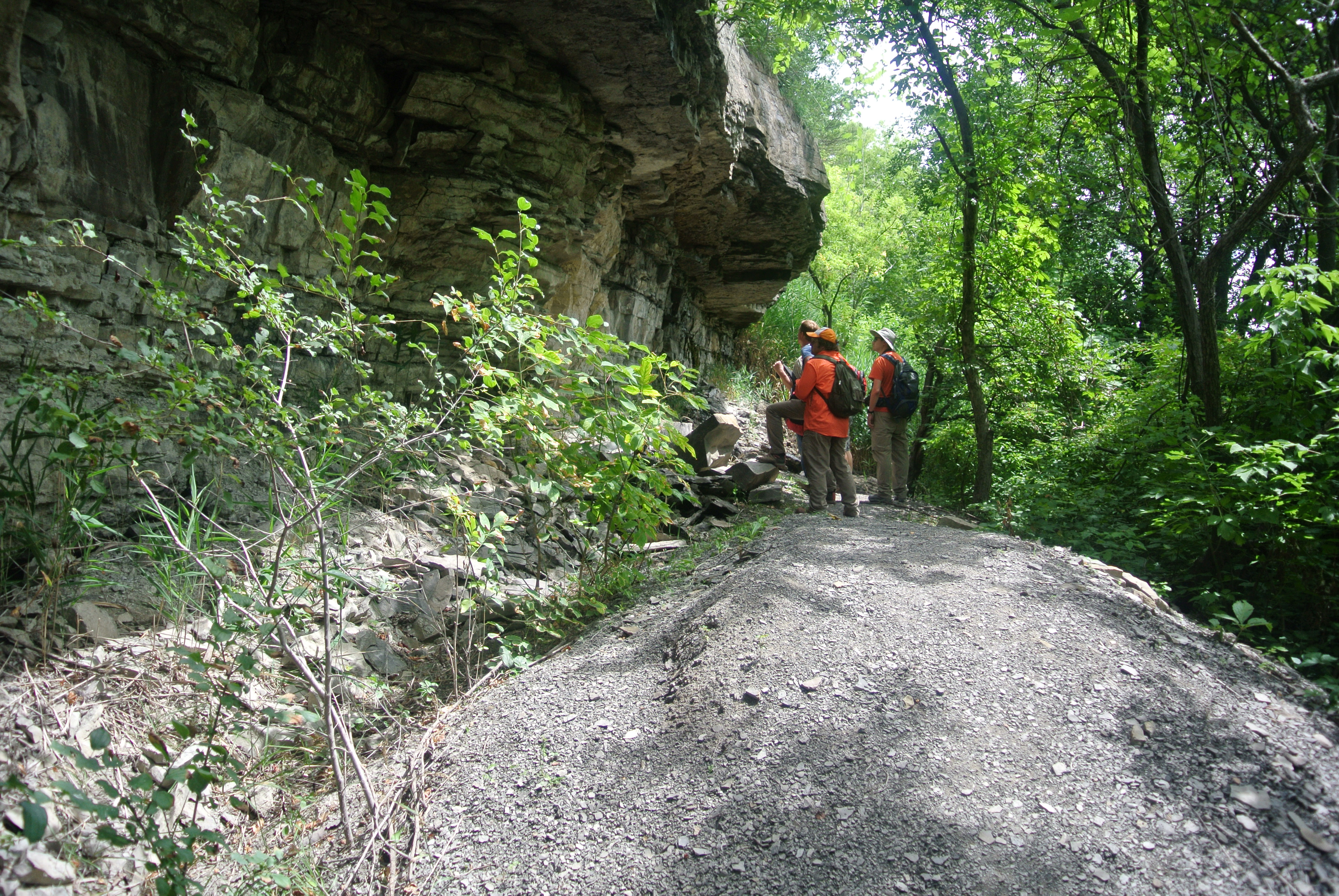
Sendero cercano a la Garganta del Niágara cerca del Puente Lewiston-Queenston.